# Only You (And You Alone)
Pour les articles homonymes, voir Only You.
Only You (and You Alone) est une chanson américaine composée par Buck Ram et Ande Rand et interprétée par les Platters. C'est l'une des ballades romantiques les plus connues des années 1950.

## Genèse
Tout d'abord enregistrée par le groupe vocal The Platters en 1954 pour le label Federal-King, le patron de King, Syd Nathan, refuse de la publier parce qu'il la trouve trop mauvaise. Only You est ré-enregistrée par les Platters le 23 avril 1955 pour la maison de disques Mercury Records. Le groupe est alors composé de Tony Williams, David Lynch, Herb Reed, Zola Taylor et Paul Robi. Leur impresario Buck Ram est au piano.
Le disque sort le 6 mai 1955, avec le rock Bark, Battle And Ball en face B. Only You entre dans le classement des meilleures ventes rhythm and blues le 3 juillet et occupe la première place pendant sept semaines. Elle atteint le no 5 des classements tous publics en 1956, où elle reste trente semaines. La reprise qu'en fait le groupe blanc The Hilltoppers (en) ne parviendra pas à surclasser l'originale.
En France, Only You fut premier du hit-parade à partir du 15 novembre 1957 durant sept semaines, puis à partir du 11 janvier 1958 pour une durée de cinq semaines.

## Reprises
Anny Gould, en fait une adaptation française intitulée Loin de vous en 1957. Le morceau est également repris par François Deguelt, Franck Pourcel (1959), Michèle Torr (1967), Acker Bilk (1963), Wayne Newton (1964), Bobby Hatfield (1969), Ringo Starr en 1974 sur l'album Goodnight Vienna et Photograph - The best of Ringo Starr sorti en 2007. Une version démo par John Lennon - qu'il comptait remettre à Ringo Starr afin qu'il réenregistre sa propre voix - est disponible sur l'album posthume Wonsaponatime de Lennon, qui est paru en 1998.
En 2014, Grupo Extra sort une reprise en bachata, en version espagnole : Solo Tu (ft. Azzurra).

## Utilisation dans la culture populaire
Les Platters chantent cette chanson dans le film Rock Around the Clock sorti en 1956.
Only You (And You Alone) est sur la bande son d'American Graffiti (version des Platters), The Delinquents (en) (dito), Monsieur Destinée et Alvin et les Chipmunks (dans lequel il est interprété par Alvin et les Chipmunks). La chanson est aussi présente dans le film parodique américain Hot Shots!, sorti en 1991, ainsi que dans le film Good Morning England sorti en 2009. On l'entend également dans Deadpool et Wolverine (2024).
Le Joker chante cette chanson pendant le générique du jeu vidéo Batman: Arkham City sorti en 2011. On peut également entendre des extraits de cette chanson dans les jeux vidéo Batman: Arkham Knight (2015) et Far Cry 5 (2018).